# Washington, D.C.
Washington, D.C. (pronunțat /ˈwɒʃɪŋtən ˌdiːˈsiː/ sau [ŭașintăn di si]), oficial Districtul Columbia sau simplu D.C. este capitala Statelor Unite ale Americii, fondată în 16 iulie 1790. Articolul Întâi al Constituției Statelor Unite ale Americii prevede un district federal, distinct de celelalte state, pentru a servi drept capitală națională permanentă. Orașul Washington a fost inițial un municipiu separat de teritoriul federal până când un act al Congresului din 1871 a stabilit un singur guvern, unificând toate municipiile într-un singur district. Acesta este motivul pentru care, în timp ce, din punct de vedere legal, se numește Districtul Columbia, el este cunoscut ca Washington, D.C. Orașul poartă același nume cu statul american Washington, care este localizat pe coasta Pacificului.
Orașul este localizat pe partea nordică a râului Potomac și se învecinează cu statul Virginia la sud-vest și cu statul Maryland de celalte părți. Districtul are o populație rezidentă de 599,657 de locuitori; datorită navetiștilor din suburbiile înconjurătoare, populația sa se ridică la peste un milion în timpul zilelor de lucru. Aria metropolitană a Washington-ului, din care face parte și Districtul, are o populație de 5,4 milioane de locuitori, fiind ca mărime a opta zonă metropolitană din Statele Unite .
Centrele care constituie cele trei ramuri ale Guvernului Federal al Statelor Unite sunt localizate în District, ca și multe dintre monumentele și muzeele statului. Washington, D.C. găzduiește 174 de ambasade străine, precum și sediile a numeroase organizații internaționale, cum ar fi Banca Mondială, Fondul Monetar Internațional (FMI), Organizația Statelor Americane (OSA), Banca de Dezvoltare Inter-Americană (BDIA) și Organizația Americană a Sănătății. Tot aici se află și sediile altor organizații, cum ar fi sindicate, grupuri de lobby și asociații profesionale.
Washington, D.C. este guvernat de un primar și de un consiliu local format din 13 membri. Cu toate acestea, Congresul Statelor Unite are autoritate supremă asupra orașului și poate revoca legile locale. Prin urmare, locuitorii Districtului au mai puține îndatoriri guvernamentale decât rezidenții statului. Districtul nu are drept la vot, cu excepția senatorilor. Rezidenții din Districtul Columbia nu au putut vota la alegerile prezidențiale, până la ratificarea Amendamentului al XXIII-a al Constituției Statelor Unite din 1961.

## Istorie
În era precolumbiană, teritoriul pe care astăzi se află capitala Statelor Unite a fost locuit de mai multe triburi de amerindieni numiți Nacotchtank, a căror limbă nativă era dialectul Algonquia. Odată cu venirea primilor europeni în secolul al XVII-lea, majoritatea populației native a intrat într-un proces de migrare care a durat până în secolului al XVIII-lea. Provincia Maryland a cartografiat Georgetown ca fiind pe malul nordic a râului Potomac în 1751. Portul aglomerat al orașului va fi inclus pe teritoriul federal nou înființat aproape 40 de ani mai târziu. Orașul Alexandria din statul Virginia, fondat în 1749, a fost de asemenea inclus în District.
James Madison a expus nevoia unui district federal la 23 ianuarie 1788 în prezentarea lui, "Federalist No. 43", argumentând cu faptul că această capitală națională avea nevoie să fie distinctă față de celelalte state în scopul de a-și asigura întreținerea proprie și securitatea. Un atac la adresa Congresului din Philadelphia cauzat de o mulțime de soldați furioși, cunoscut și ca „Răscoala din Philadelphia din 1783”, a subliniat necesitatea guvernului de a-și crea propria securitate. Prin urmare, autoritatea de a stabili o capitală federală a fost prevăzută la Articolul Unu, Secțiunea Opt, a Constituției Statelor Unite, care permite ca Districtul „(care nu depășește zece mile pătrate), prin cedarea statelor speciale și de acceptare a Congresului, să devină sediul guvernului Statelor Unite”. Cu toate acestea, Constituția nu a specificat locația exactă a noii capitale. În ceea ce mai târziu a devenit cunoscut sub numele de „Compromisul din 1790”, Madison, Alexander Hamilton și Thomas Jefferson au ajuns la un acord prin care guvernul federal le-ar asuma datoriile de război purtat de state, cu condiția ca noua capitală națională să fie situată în sudul Statelor Unite.
.

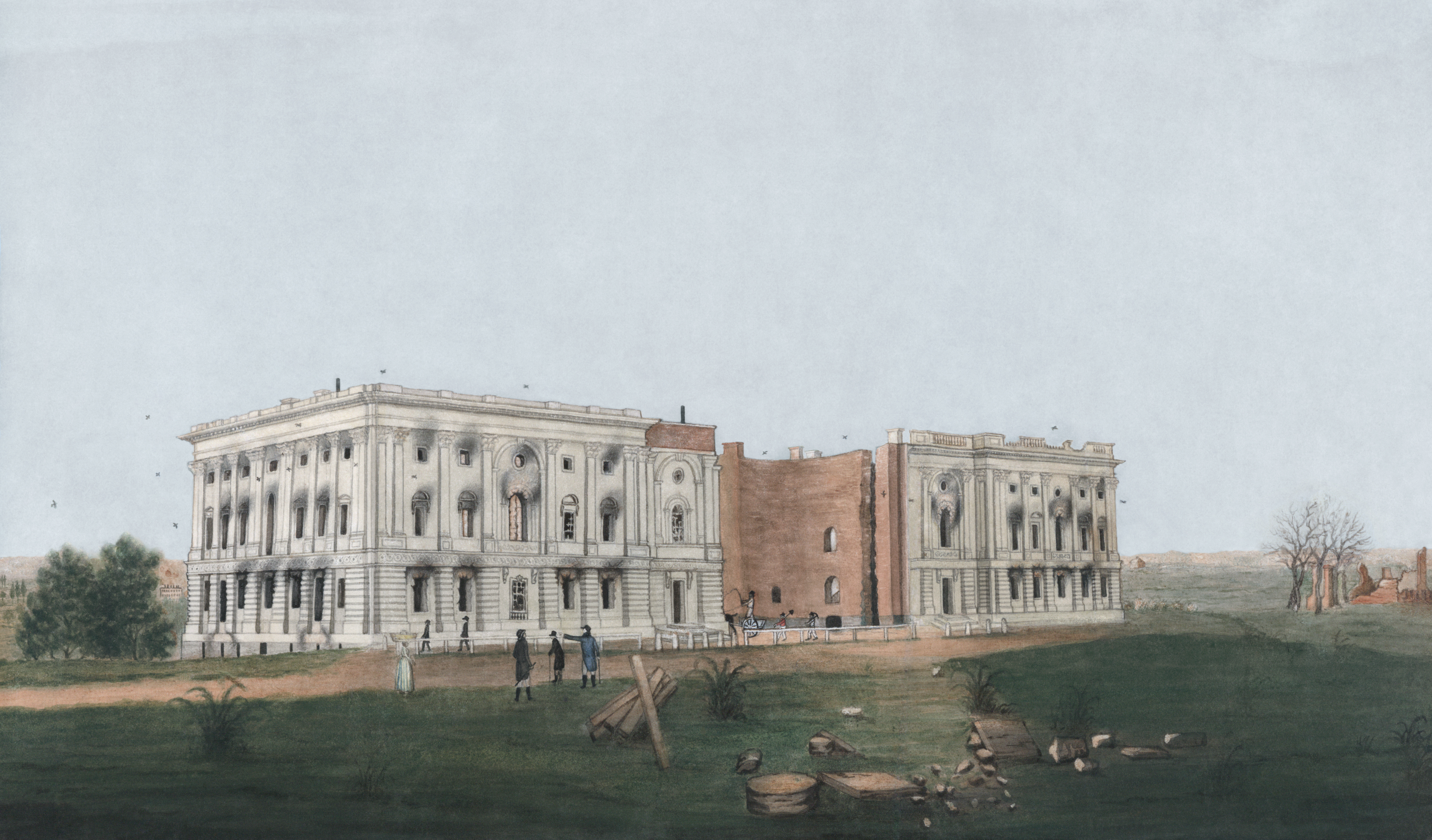
Capitoliul Statelor Unite ale Americii după incendiul din Washington, D.C. provocat de Războiul Civil American din 1812

La 16 iulie 1790, Actul de Reședință prevedea o nouă capitală permanentă situată pe malul râului Potomac, pe locul care va fi ales de președintele George Washington. Așa cum este permis de Constituția Statelor Unite, forma inițială a districtului federal a fost un pătrat, care măsura 10 mile (16 km), pe fiecare parte, cu suprafața totală de 100 de mile pătrate (260 km2). Între anii 1791-1792, Andrew Ellicot împreună cu asistenții săi, printre care se număra și Benjamin Banneker, au anchetat frontiera dintre District și statele Maryland și Virginia, plasând pietre de frontieră la fiecare milă depărtare. Multe dintre pietre stau încă nemișcate. Un nou „oraș federal” a fost apoi construit pe malul nordic al râului Potomac, la est de comunitatea Georgetown. La 9 septembrie 1791, orașul federal a fost numit în onoarea lui George Washington, iar districtul a fost numit Territory of Columbia („Teritoriul Columbiei”), Columbia fiind un nume poetic important pentru Statele Unite în acea vreme. Congresul și-a ținut prima sesiune la Washington la 17 noiembrie 1800.
Actul Organic din 1801 a organizat oficial Districtul Columbia și a plasat întregul teritoriu federal, inclusiv orașele Washington, Georgetown, și Alexandria, sub controlul exclusiv al Congresului. Mai mult, teritoriul care nu constituie Districtul Columbia a fost organizat în două județe: județul Washington la est de Potomac și județul Alexandria la vest. În urma acestei legi, cetățenii care locuiau în District nu mai erau considerați rezidenți ai statelor Maryland sau Virginia, punând astfel capăt la reprezentarea lor în Congres.

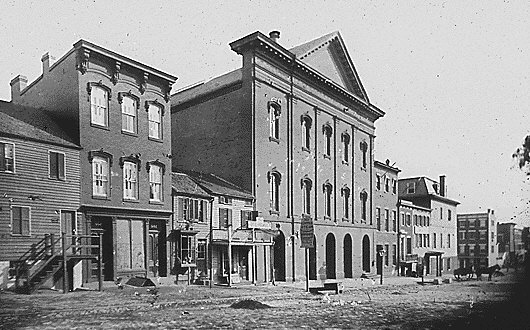
Teatrul Ford în secolul 19, locul în care președintele Lincoln a fost asasinat în 1865.

La 24 și 25 august 1814, într-un atac cunoscut ca „Incendiul din Washington”, armata britanică a invadat capitala în timpul Războiului din 1812, după ce au incendiat orașul York (astăzi Toronto). În timpul atacului, au fost incendiate Capitoliul, Trezoreria Națională dar și Casa Albă. Multe dintre clădirile guvernamentale au fost reconstruite repede, dar Capitoliul, care era în momentul acela în mare parte în construcție, a fost terminat abia în 1868.
Din 1800, rezidenții Districtului au protestat lipsa lor de vot de reprezentare în Congres. Pentru a corecta acest lucru, au fost făcute diverse propuneri pentru a returna terenul folosit la formarea Districtului statelor Maryland și Virginia. Acest proces este cunoscut și ca „Retrocedarea”. Cu toate acestea, aceste eforturi nu au reușit să câștige suficient sprijin până în 1830, când sudul județului Alexandria a intrat în declin economic parțial din cauza neglijentei Congresului. Alexandria era o piață importantă în comerțul cu sclavi din America, circulând zvonuri cum că aboliționiști din Congres au încercat să pună capăt sclaviei în District; o astfel de acțiune ar fi deprimat economia bazată pe sclavi a Alexandriei. Nemulțumiți de autoritatea Congresului asupra Alexandriei, în 1840 locuitorii au început o petiție pentru retrocedarea teritoriului din sudul județului statului Virginia. Legislatura statului a respectat petiția în februarie 1846 parțial, din cauză că întoarcerea Alexandriei se făcea cu condiția aducerii a doi delegați pro-sclavie suplimentari la adunarea Virginia General Assembly. La 9 iulie 1846, Congresul a acceptat returnarea terenului de la sud de râul Potomac care aparținuse Districtului statului Virginia.
Confirmând temerile alexandrienilor pro-sclavie, Compromisul din 1850 a scos în afara legii comerțul cu sclavi din District, dar nu sclavia în sine. Prin 1860, aproximativ 80% din locuitorii afro-americani ai orașului erau negri liberi. Izbucnirea Războiului Civil American în 1861 a dus la o creștere notabilă a populației ca urmare a extinderii guvernului federal și un mare aflux de sclavi eliberați. În 1862, președintele Abraham Lincoln a semnat „Actul de Emancipare Compensat”, care a pus capăt sclaviei în Districtul Columbia și a eliberat aproximativ 3.100 de persoane asuprite, cu nouă luni înainte de Proclamația Emancipării. Prin 1870, populația județului a crescut la aproape 132.000 de locuitori.
În pofida creșterii orașului, Washington avea drumuri murdare și nu îndeplinea condițiile sanitare de bază; situația a fost așa de rea încât unii membri ai Congresului a propus mutarea capitalei în altă parte.

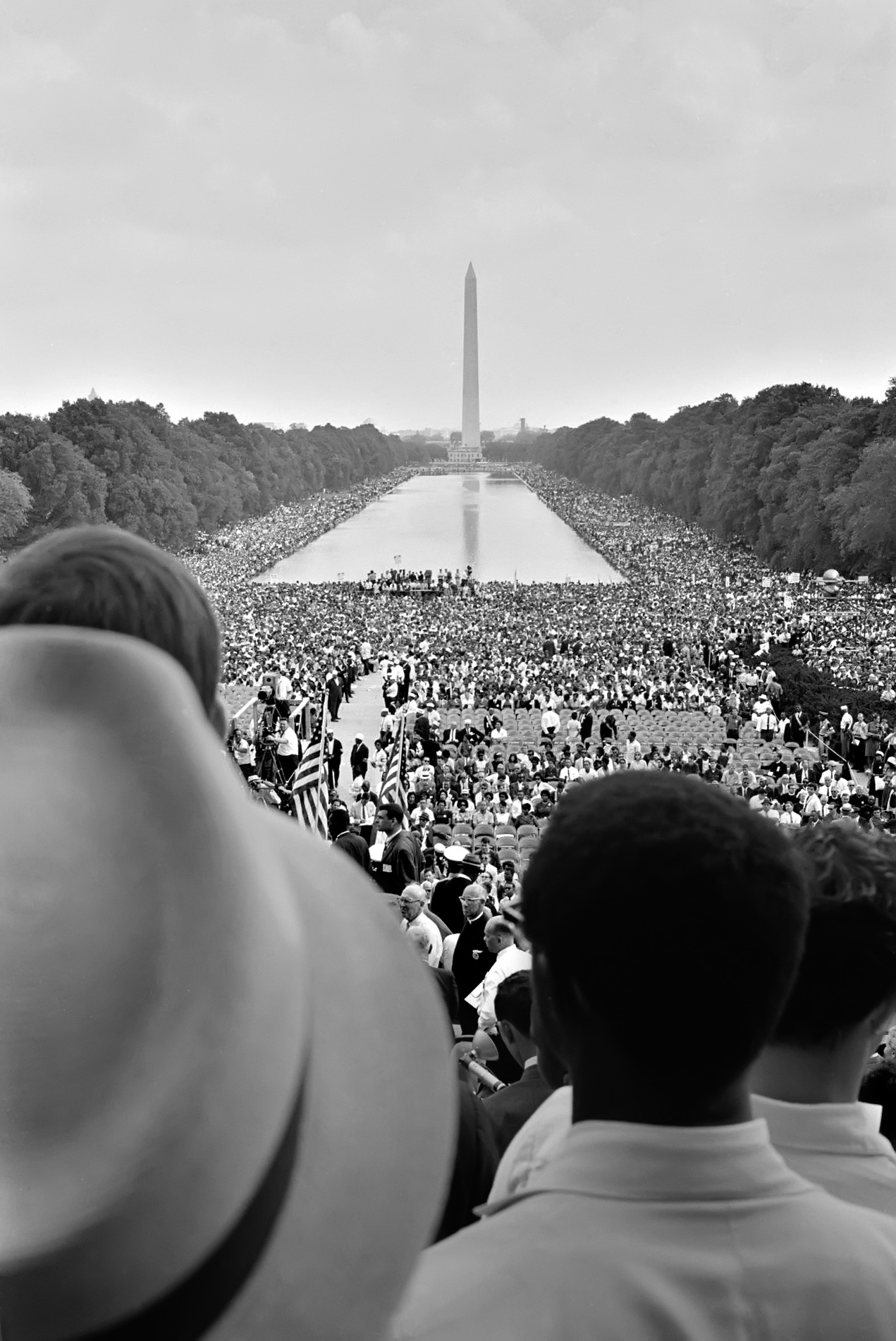
Mulțimile care înconjoară piscina din fața monumentului lui Washington în timpul Marșului lui Washington din 1963.

Cu Legea Organică din 1871, Congresul a creat un nou guvern pentru întregul teritoriu federal. Această lege a combinat în mod eficient orașul Washington, Georgetown și județul Washington într-o singură municipalitate oficială numită Districtul Columbia. Chiar dacă orașul Washington a încetat să mai existe din punct de vedere legal după 1871, numele a continuat să fie utilizat și întregul oraș a devenit cunoscut sub numele de Washington, D.C. În același Act, Congresul a numit de asemenea un consiliu al Lucrărilor Publice care era însărcinat cu modernizarea orașului. În 1873, Președintele Grant l-a numit pe cel mai influent membru al consiliului, Alexandru Shepherd, noul guvernator al Statelor Unite. În acel an, Sheperd a cheltuit 20 de mlioane de USD pentru întreținerea publică, care au modernizat orașul Washington, dar l-au și falimentat. În 1874, Congresul a desființat biroul lui Sheperd în favoarea regulii directe. Proiectele suplimentare de renovare a orașului nu au fost executate până la apariția Planului McMillan în 1901.
Populația din District a rămas relativ stabilă până la Marea Criză din anii 1930, când președintele Franklin D. Roosevelt a extins birocrația de la Washington. Al doilea război mondial a crescut în continuare activitatea guvernului, crescând numărul de angajați federali din capitală; prin 1950, populația din District a ajuns la un vârf de 802.178 de locuitori. Amendamentul XXIII din Constituția Statelor Unite a fost ratificat în 1961, acordând Districtului trei voturi în Colegiul Electoral pentru alegerea președintelui și vicepreședintelui, dar încă nicio reprezentare de vot în Congres.
După asasinarea lui Martin Luther King Jr. pentru drepturile civile, la 4 aprilie 1968 au izbucnit revolte în District, în primul rând pe străzile U Street, 14 Street, 7 Street și H Street, pe coridoare dar și în centrele rezidențiale și comerciale. Revolta durat trei zile până când peste 13.000 de trupe federale și garda națională au reușit să oprească actele de violență. Multe magazine și alte clădiri au fost arse; reconstrucția lor a durat până la sfârșitul anilor '90.
În 1973, Congresul a promulgat DLegea Directă a Districtului Columbia, care prevede ca orașul să fie condus de un primar ales și de un consiliu municipal. În 1975, Walter Washington a devenit primul primar de culoare ales al Districtului. Cu toate acestea, mai târziu, în cursul anilor 1980 și 1990, administrația orașului a fost criticată pentru proasta gestionare și pentru deșeurile necolectate. În 1995, Congresul a creat Consiliul pentru Control Financiar al Districtului Columbia pentru a supraveghea toate cheltuielile municipale și pentru a reabilita guvernul orașului. Districtul a recâștigat controlul asupra finanțelor sale în septembrie 2001, iar operațiunilor consiliului de supraveghere au fost suspendate.
Pe 11 septembrie 2001, teroriștii au deturnat zborul 77 al companiei americane American Airlines, prăbușindu-se în mod deliberat în direcția Pentagonului, în apropiere de Arlington, Virginia. Zborul 93 al aceleiași companii, care avea ca destinație finală Washington, D.C., s-a prăbușit în Pennsylvania când pasagerii au încercat să recupereze controlul avionului de la teroriști.

## Geografie

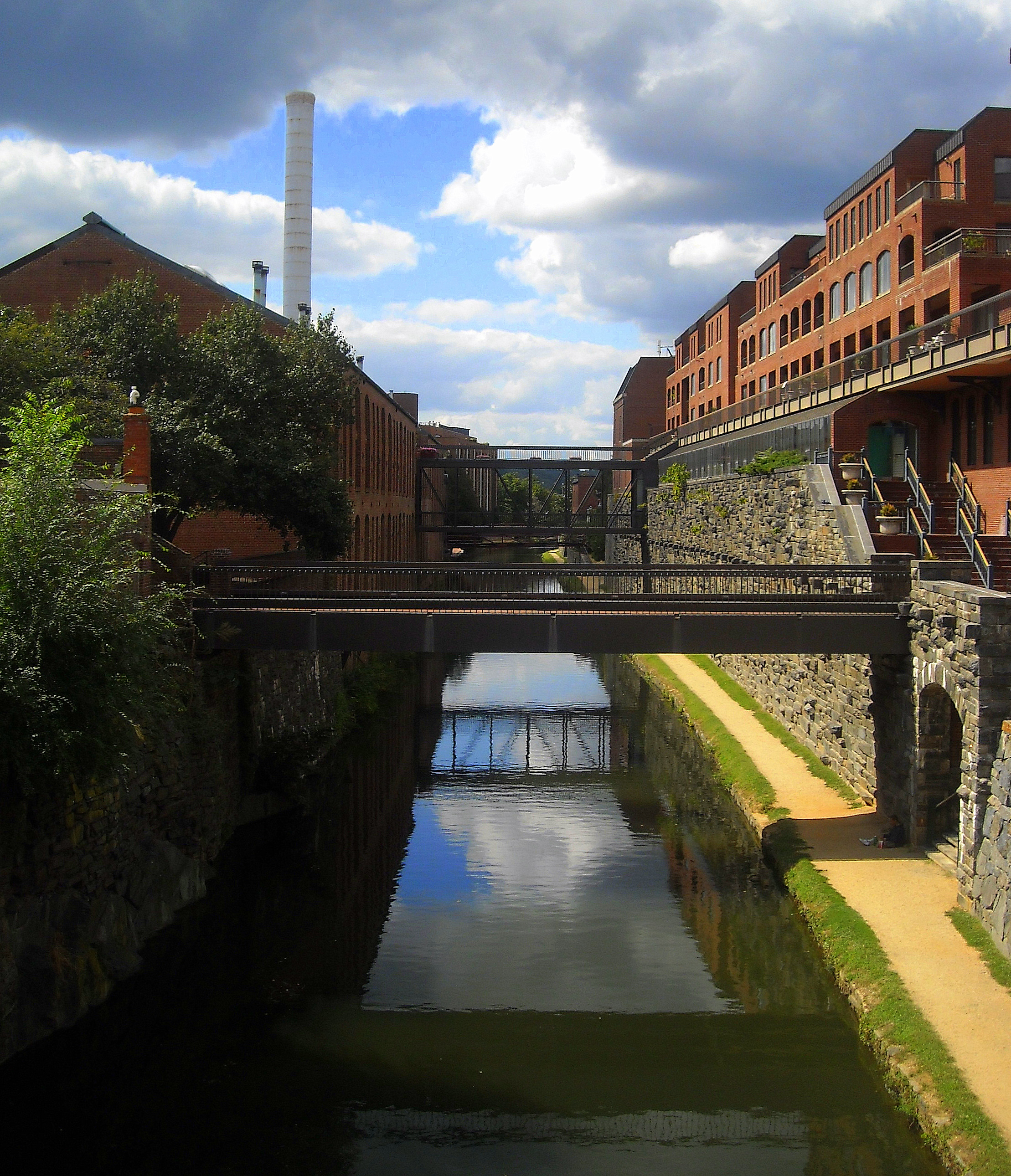
Canalul Chesapeake și Ohio care trece prin cartierul Georgetown.

Districtul se întinde pe o suprafață de 68,3 mile pătrate (177 km²), din care 61,4 mile pătrate (159 km2) sunt pământ, iar 6,9 mile pătrate (18 km²) sunt apă. Acesta a pierdut 100 de mile pătrate (260 km²) în urma retrocedării porțiunii sudice statului Virginia în 1846. Suprafața actuală a capitalei constă doar în terenul cedat de statul Maryland. Washingtonul este, prin urmare, înconjurat de statele Maryland la sud-est, nord-est și nord-vest și Virginia la sud-vest. Districtul are trei cursuri de apă majore: râul Potomac și afluențiii acestuia, râul Anacostia și Rock Creek. Tiber Creek, un curs de apă care odată trecea prin National Mall, a fost închis complet în subteran în timpul anilor 1870.
Spre deosebire de legenda urbană, orașul Washington nu a fost construit pe un teren mlăștinos. Majoritatea teritoriului pe care se află Districtul este format din terenuri agricole și dealuri acoperite cu păduri de foioase. Cel mai înalt punct natural din Districtul Columbia este Punctul Reno, localizat în Parcul Fort Reno din cartierul Tenleytown, la 125 de metri deasupra nivelului mării. În schimb, cel mai jos punct este chiar nivelul mării, aflat în râul Potomac. Centrul geografic al Washingtonului este situat în apropiere de intersecția dintre 4th și L Streets NW.
Cel mai mare procent din zona de câmpie a Districtului contribuie la acoperirea zonei urbane cu copaci, mai exact 35%, începând din 2010. U.S. National Park Service gestionează cea mai mare parte de habitat natural din Washington, DC, inclusiv Rock Creek Park, Chesapeake și Ohio Canal National Historical Park, National Mall, insula lui Theodore Roosevelt, Grădinile Constituției, Meridian Hill Park și parcul Anacostia. Singurul domeniu semnificativ de habitate naturale este U.S. National Arboretum, care nu este gestionat de National Park Service ci este operat de Departamentul Statelor Unite pentru Agricultură. Marile Cascade ale râului Potomac sunt situate în amonte, în nord-vestul Washington-ului. În timpul secolului 19, Canalul Chesapeake și Ohio, care începe din Georgetown, a fost folosit pentru a permite traficului șlep să se verse în cascade.

## Climă
Washington este localizat în zona de climat subtropical umed (Köppen: Cfa), având patru anotimpuri distincte. Clima sa este tipică zonelor americane din mijlocul Atlanticului. Districtul este situat în zona de climat fertil 8a, lângă centrul orașului, iar zona 7b se află în altă parte a orașului, indicând o climă temperată. Primăvara și toamna sunt calde, în timp ce iarna este rece cu ninsori anuale având o medie de 14,7 inci (37 cm). Temperatura medie în timpul iernii este de aproximativ 38 °F (3,3 °C), de la mijlocul lui decembrie până la mijlocul lui februarie. Viscolele afectează Washington-ul, în medie, o dată la patru sau șase ani. Cele mai violente furtuni sunt numite "nor'easters", care facilitează de obicei apariția vânturilor puternice, a ploilor abundente, iar ocazional, apariția zăpezii. Aceste furtuni afectează deseori o mare parte din Coasta de Est a Statelor Unite.
Verile sunt calde și umede, cu o medie a lunii iulie de zi cu zi de 79.2 °F (26,2 °C) iar umiditatea medie zilnică este de aproximativ 66%, ceea ce poate provoca disconfort personal. Combinația de căldură și umiditate aduce vara furtuni foarte frecvente, dintre care unele produc ocazional tornade. În timp ce uraganele (sau resturile acestora) mai persistă ocazional în zonă la sfârșitul verii și toamna devreme, acestea nu au suficientă forță să ajungă până la Washington, în parte, datorită locației interioare a orașului. Cu toate acestea, inundațiile râului Potomac, care sunt cauzate de o combinație între mareele înalte și furtunile puternice, au fost cunoscute pentru pagubele materiale provocate în Georgetown .
Cea mai mare temperatură îregistrată vreodată a fost de 106 °F (41 °C), pe 20 iulie 1930 și pe 6 august 1918, iar cea mai scăzută temperatură,−15 °F (−26 °C) ,a fost înregistrată pe 11 februarie 1899, în timpul Marelui Viscol din 1899. Pe parcursul anului, mediile orașului sunt de 37 de zile mai fierbinți decât 90 °F (32,2 °C) și 64 de nopți la sau sub punctul de îngheț.

## Urbanism

Planul orașului Washingon, D.C. din 1792

Washington, D.C. este un oraș nou. Proiectarea orașului Washington a fost în mare măsură activitatea lui Pierre Charles L'Enfant, un arhitect francez, inginer, și planificator de orașe care a ajuns în colonii ca inginer militar alături de maiorul Lafayette în timpul Războiul de Independență al Statelor Unite. În 1791, generalul George Washington i-a comandat lui L'Enfant să înceapă planificarea aspectului noului oraș capitală. La cererea lui L'Enfant, Thomas Jefferson a pus condiția ca planurile să fie asemănătoare cu cele ale anumitor orașe, cum ar fi Amsterdam, Paris, Frankfurt, Karlsruhe și Milano, pe care le-a adus din Europa în 1788. Planul orașului a fost modelat în stilul baroc și i-au fost plasate străzi și bulevarde dreptunghiulare pentru a avea un spațiu deschis și multă verdeață. De asemenea, planurile lui L'Enfant prevedeau o grădină căptușită numită „Grand Avenue” de aproximativ o milă (1,6 km) lungime și 400 de picioare (120 m) lățime în locul unde acum se află National Mall.

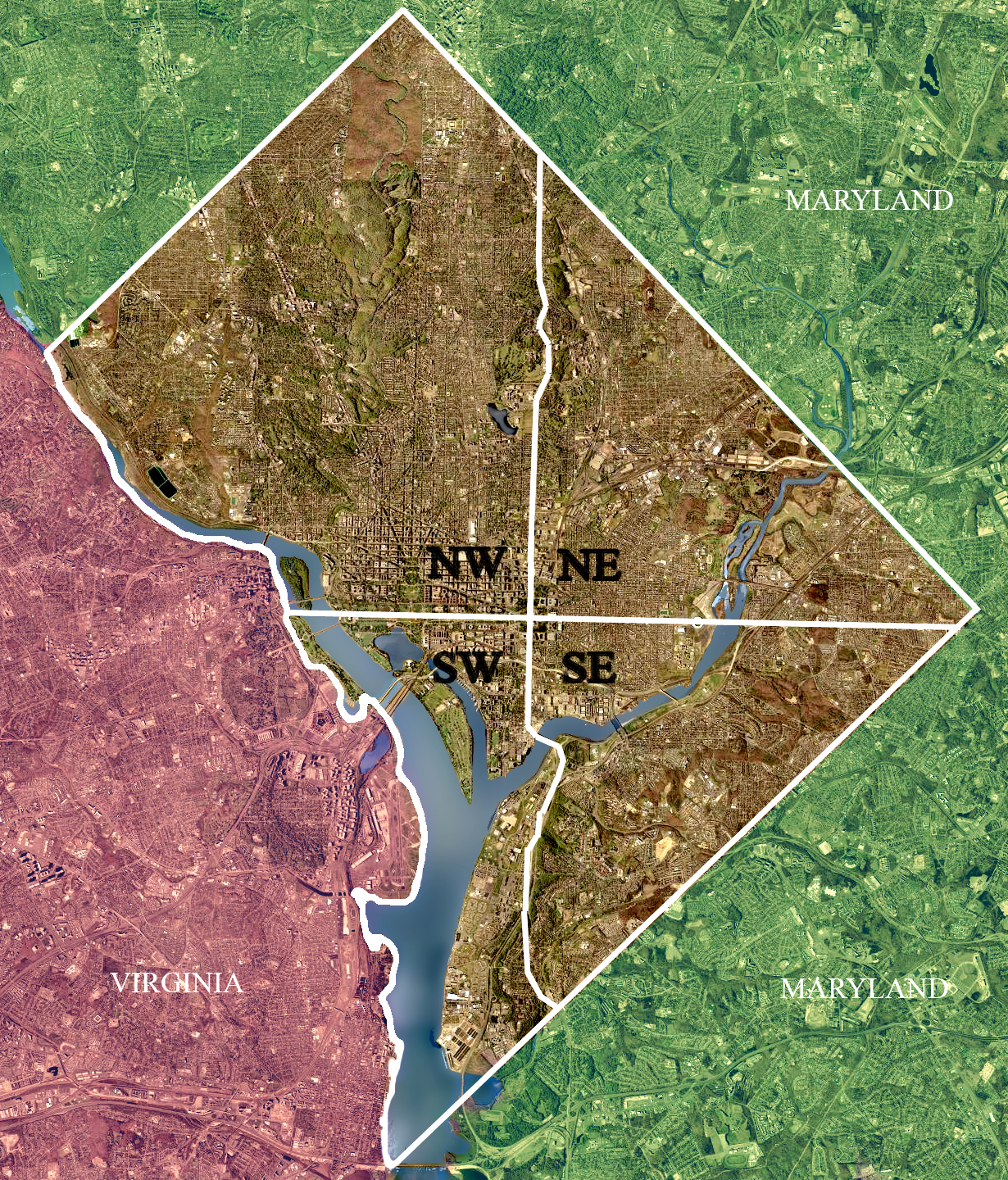
Washington, D.C. este divizat în patru cadrane.

În martie 1792, președintele Washington l-a respins pe L'Enfant datorită insistenței sale asupra microgestionării planificării orașului, care a dus la conflicte cu cei trei comisari desemnați de la Washington pentru a supraveghea construcția capitalei. Andrew Ellicott, care a lucrat cu L'Enfant la topografierea orașului, a fost apoi însărcinat cu finalizarea planurilor. Deși Ellicott a revizuit planurile inițiale, făcând modificări la unele modele de străzi, L'Enfant este în continuare recunoscut ca autor al designului de ansamblu al orașului. Orașul Washington a fost delimitat de ceea ce acum este Florida Avenue la nord, Rock Creek la vest și râul Anacostia la est.
Până la începutul secolului 20, viziunea lui L'Enfant despre o capitală cu parcuri deschise și multe monumente naționale a fost afectată de mahalale și de clădirile amplasate în mod aleatoriu, inclusiv o stație de cale ferată prin National Mall. În 1900, Congresul a format un comitet mixt în frunte cu senatorul James McMillan, însărcinat cu înfrumusețarea miezului ceremonial al Washingtonului. Acțiunea aceasta a devenit cunoscută ca Planul McMillan și a fost finalizat în 1901. Acesta a inclus reamenajarea Capitoliului și a Mall-ui, construirea unor noi clădiri federale și a unor monumente, distrugerea mahalalelor și stabilirea unui nou sistem de parcuri. Arhitecții au obținut din partea comisiei dreptul de a păstra o mare parte din aspectul original al orașului, iar activitatea lor este considerată a fi în mare măsură în conformitate cu proiectele lui L'Enfant.
Districtul este divizat în patru cadrane care ocupă zone inegale: Nordvest (NV), Nordest (NE), Sudest (SE) și Sudvest (SV). Axele care delimitează cele patru cadrane radiază din clădirea Capitoliului. Toate numele drumurilor includ abrevierea cadranului spre care duc pentru a indica locația lor. În majoritatea orașului, străzile sunt stabilite într-un model de grilă: străzile din est-vest cu nume și cu litere (de exemplu C Street SW), iar străzile din nord-sud cu numere (de exemplu 4 Street NW). Însă există și câtevă străzi mai speciale, cum ar fi Pennsylvania Avenue, care leagă Casa Albă de Capitoliu, și K Street, care leagă birourile mai multor grupuri de afaceri. Washington găzduiește 174 de ambasade străine, din care 59 sunt situate pe un tronson al Massachusetts Avenue, cunoscut sub numele de Embassy Row.

### Arhitectură

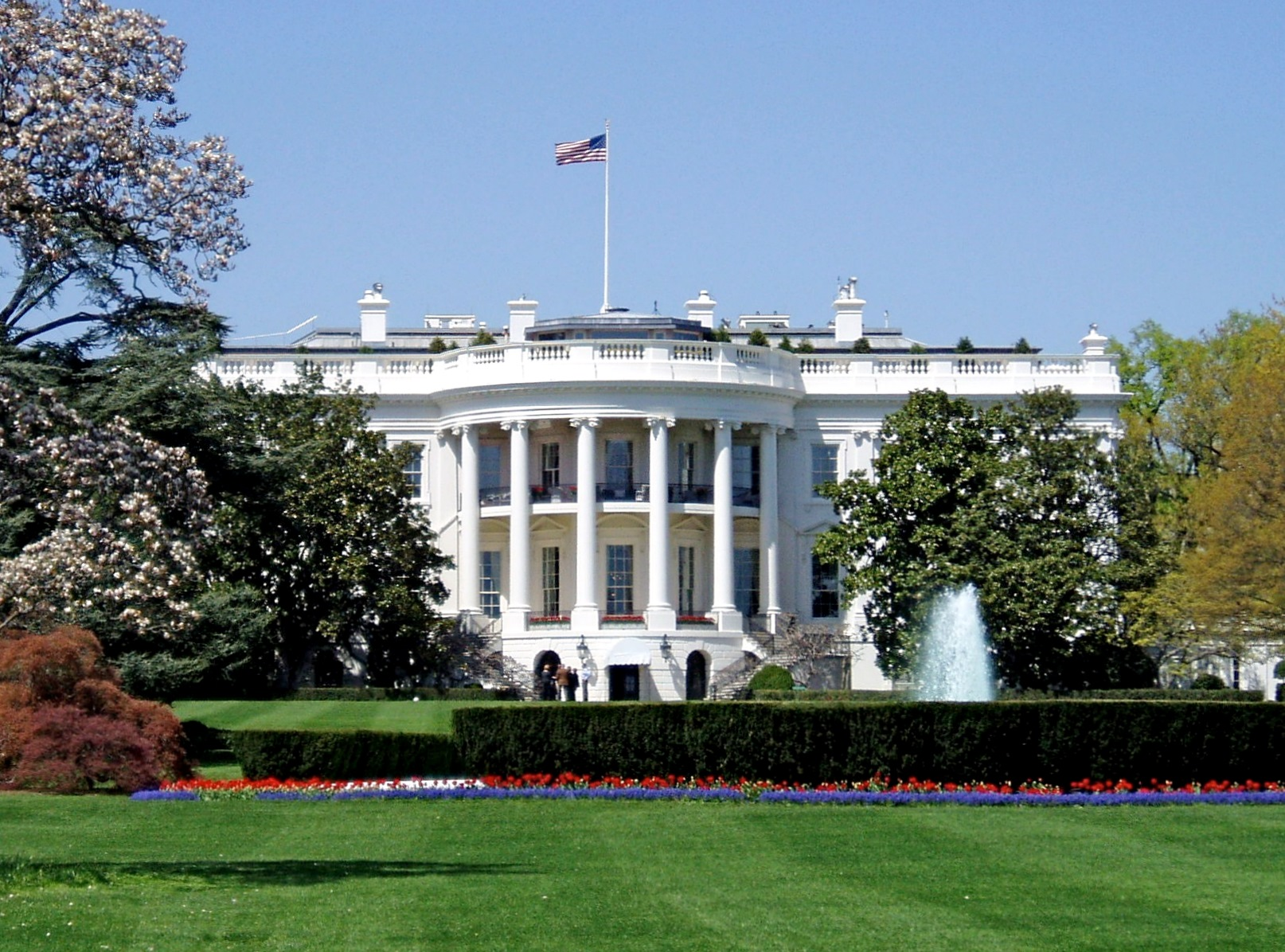
Casa Albă a ocupat locul doi în topul arhitecturii americane preferate în 2007.

Arhitectura orașului Washington este foarte variată. Șase din primele 10 clădiri din topul „America's Favorite Architecture” din 2007 se află în Districtul Columbia: Casa Albă, Catedrala Națională din Washington, Thomas Jefferson Memorial, Capitoliul Statelor Unite, Monumentul lui Lincoln și Vietnam Veterans Memorial. Stilurile arhitecturale neoclasic, neogotic și modern sunt toate reflectate în aceste șase structuri, precum și în multe alte edificii importante din Washington. Excepții notabile includ clădiri construite în stilul celui de-al Doilea Imperiu Francez, cum ar fi Clădirea Vechiului Birou Executiv.
În afara centrului orașului stilurile arhitecturale sunt și mai variate. Clădirile istorice sunt concepute în stiluri precum Queen Anne, Châteauesque, Richardsonian Romanesque, Renașterea Georgiană, Beaux-Arts și o varietate de stiluri victoriene. Casele de rând sunt deosebit de importante în zonele dezvoltate după Războiul Civil, fiind decorate de obicei în stil federalist sau victorian. De când Georgetown a fost stabilit înaintea orașului Washington, cartierul a preluat caracteristicile arhitecturii vechi din district. Vechea Casă de Piatră din Georgetown a fost construită în anul 1765, devenind cea mai veche clădire originală rămasă în oraș. Majoritatea caselor curente din cartier, cu toate acestea, nu au fost construite până la sfârșitul anului 1870 și reflectă modele din perioada victoriană. Fondată în 1789 Universitatea Georgetown face notă distinctă față de celelalte clădiri din cartier, dispunând de un amestec dintre stilurile arhitecturale neoromanic și neogotic. Clădirea Ronald Reagan este cea mai mare clădire din District, având o suprafață aproximativă de 3,1 milioane de picioare pătrate (288,000 m²).

## Demografie
Structura rasială a Districtului Columbia, conform recensământului din 2010:
     Americani Albi (38,5%)
     Afro-Americani (50,7%)
     Asiatici (3,5%)
     Amerindieni (0,3%)
     Două sau m.m. rase (2,9%)
     Alte rase (4,1%)
Pe 1 iulie 2011, Biroul de Recensământ din Statele Unite ale Americii a estimat populația districtului la 617.996 de locuitori, având o tendință de creștere a populației de 2,7% de la recensământul din 2010, care a înregistrat 601.723 locuitori. Cu toate acestea, în timpul săptămânii de lucru, numărul de navetiști din suburbiile orașului umflă populația din județ la o valoare estimată de 71,8% în 2005, la o populație de zi de peste un milion de oameni. Zona metropolitană din Washington, care include județele învecinate din Maryland și Virginia, este a noua cea mai mare din Statele Unite, având o populație de peste 5 milioane de locuitori. Când s-a combinat cu Baltimore și suburbiile sale, zona metropolitană Baltimore-Washington are o populație de peste opt milioane de locuitori, a patra ca mărime din țară.
| Populația istorică | Populația istorică | Populația istorică |
| ------------------ | ------------------ | ------------------ |
| An                 | Populație          | Schimbări          |
| 1800               | 8,144              | –                  |
| 1810               | 15,471             | 90,0%              |
| 1820               | 23,336             | 50,8%              |
| 1830               | 30,261             | 29,7%              |
| 1840               | 33,745             | 11,5%              |
| 1850               | 51,687             | 53,2%              |
| 1860               | 75,080             | 45,3%              |
| 1870               | 131,700            | 75,4%              |
| 1880               | 177,624            | 34,9%              |
| 1890               | 230,392            | 29,7%              |
| 1900               | 278,718            | 21,0%              |
| 1910               | 331,069            | 18,8%              |
| 1920               | 437,571            | 32,2%              |
| 1930               | 486,869            | 11,3%              |
| 1940               | 663,091            | 36,2%              |
| 1950               | 802,178            | 21,0%              |
| 1960               | 763,956            | −4,8%              |
| 1970               | 756,510            | −1,0%              |
| 1980               | 638,333            | −15,6%             |
| 1990               | 606,900            | −4,9%              |
| 2000               | 572,059            | −5,7%              |
| 2010               | 601,723            | 5,2                |
| 2013               | 646,449            | 7,4                |

Conform sondajului făcut de Biroul American de Recensământ din 2007, distribuția populației din Washington, D.C. este 55,6% afro-americani, 36.3% albi, 3.1% asiatici și 0,2 % amerindieni. Persoane din alte rase alcătuiesc 4,8% din populația Districtului în timp ce persoanele din două sau mai multe rase alcătuiesc doar 1,6%. În plus, hispanicii de orice rasă constituie 8,3% din populația Washingtonului. Au fost, de asemenea, aproximativ 74 de mii de imigranți străini care trăiesc în Washington, D.C., în 2007. Sursele majore de imigrație cuprind persoane fizice din El Salvador, Vietnam și Etiopia, cu unele concentrații de Salvadorieni în cartierul Mount Pleasant.
Unic printre orașele cu un procent ridicat de afro-americani, Washington a avut o populație de negri semnificativă încă de la crearea sa. Acest lucru este parțial un rezultat al manumisiunei de sclavie din Sudul Superior după Războiul Revoluționar American. Populația neagră din regiune care dobândise libertatea a urcat de la o valoare estimată de 1% înainte de război până la 10% prin 1810. În District, populația de culoare neagră constituia aproximativ 30% din total între anii 1800 și 1940.
Populația de culoare din Washington a atins un vârf de 70% din numărul locuitorilor orașului în 1970. De atunci, cu toate acestea, populația de culoare din Districtul Columbia a continuat să scadă, datorită multor negrii care au părăsit orașul pentru suburbiile din jur. Unii locuitori mai vechi s-au întors în Sud din cauza legăturilor de familie și a costurilor mai mici la locuințe. În același timp, populația albă a orașului a crescut constant, în parte datorită efectelor de gentrificare în multe dintre cartierele tradiționale de negrii din Washington. Acest lucru este evident într-o scădere cu 7,3% din populația de culoare și o creștere de 17,8% din populația albă din 2000. Cu toate acestea, unii negri, în special absolvenți de facultate și tineri profesioniști, sunt în mișcare din statele nordice și din vestul mijlociu într-o nouă mare migrație. Washington, D.C. este o destinație de top pentru astfel de negrii, din cauza oportunităților de angajare care au crescut.
Recensământului din 2000 a arătat că aproximativ 33 de mii de adulți (8,1%) din Districtul Columbia se identifica drept homosexuali, lesbiene sau bisexuali. Având în vedere populația considerabilă de origine LGBT și climatul politic liberal, un proiect de lege cu privire la căsătoria între același sex a trecut de consiliul din Districtul Columbia și a fost semnat de către primar în decembrie 2009. Districtul a început eliberarea de licențe de căsătorie pentru cuplurile de același sex în martie 2010.
Un raport din anul 2007 a constatat că aproximativ o treime din locuitorii districtului sunt analfabeți funcționali, în comparație cu o rată națională de aproximativ unul din cinci. Acest lucru este atribuit în parte a imigranților care nu sunt competenți în limba engleză. Un studiu din 2005 arată că 85.16% din rezidenții capitalei Washington, D.C. cu vârsta de cinci ani și mai mică vorbesc limba engleza doar la domiciliu și 8,78% vorbesc spaniola. Franceza este a treia limbă cea mai vorbită la 1,35%. Spre deosebire de rata ridicată de analfabetism funcțional, aproape 46% din locuitorii D.C.-ului au cel puțin un grad de colegiu de patru ani. Conform datelor din anul 2000, mai mult de jumătate din locuitorii districtului au fost identificați ca fiind creștini: 28% din locuitori sunt romano-catolici, 9,1% sunt baptiști americani , 6,8% sunt baptiști de sud, 1,3% sunt creștini ortodocși de est sau creștini ortodocși oriental , iar 13% sunt membri ai altor confesiuni creștine. Rezidenții care practică Islamul alcătuiesc 10,6% din populație, urmașii iudaismului compun 4,5%, iar 26,8% din locuitorii aderă la alte credințe sau nu practică o religie.

### Crime
În timpul valului de crime violente de la începutul anilor 1990, Washington, D.C. a fost cunoscut sub numele de capitala uciderii a Statelor Unite și, adesea, rivaliza cu New Orleans în numărul de omucideri. Numărul de crime a atins punctul culminant în 1991, la 479, dar nivelul de violență a scăzut drastic în anii 1990. Până în 2009, numărul anual de crime din oraș a scăzut la 143, cel mai mic număr de la începutul anului 1966. În total, crimele violente au scăzut aproape de 47% între 1995 și 2007. Crimele de proprietate, inclusiv furturile și jafurile, au scăzut cu aproximativ 48% în aceeași perioadă.
Ca majoritatea orașelor mari, crima este cea mai mare în zonele asociate cu droguri ilegale și bande. Cartierele mai bogate în experiență din nord-vestul Washingtonului au scăzut nivelul criminalității, dar incidența crimelor, în general, crește ca unul care merge mai departe spre est. Odată afectate de crimele violente, mai multe cartiere din D.C., cum ar fi Columbia Heights și Circle Logan, devin din ce în ce mai sigure și vibrante datorită unor tendințe generale de criminalitate redusă din District și, de asemenea, prin efectele de gentrificare. Ca rezultat, cu toate acestea, experții punctează schimbarea demografiei orașului ca un motiv pentru care crima din District este umbrită de violența carea crescut în continuare spre est peste graniță, în comitatul Prince George, Maryland.
La 26 iunie 2008, Curtea Supremă de Justiție a Statelor Unite a ținut o ședință importantă în Washington, D.C. despre legile din 1976, care interziceau pistolul considerat obiect ce încălca dreptul de proprietate. Cu toate acestea, hotărârea nu interzice toate formele de control ale armei; legile care cer înregistrarea armelor de foc au rămas în vigoare, la fel ca și cele care interziceau armele de asalt în oraș.

## Economie

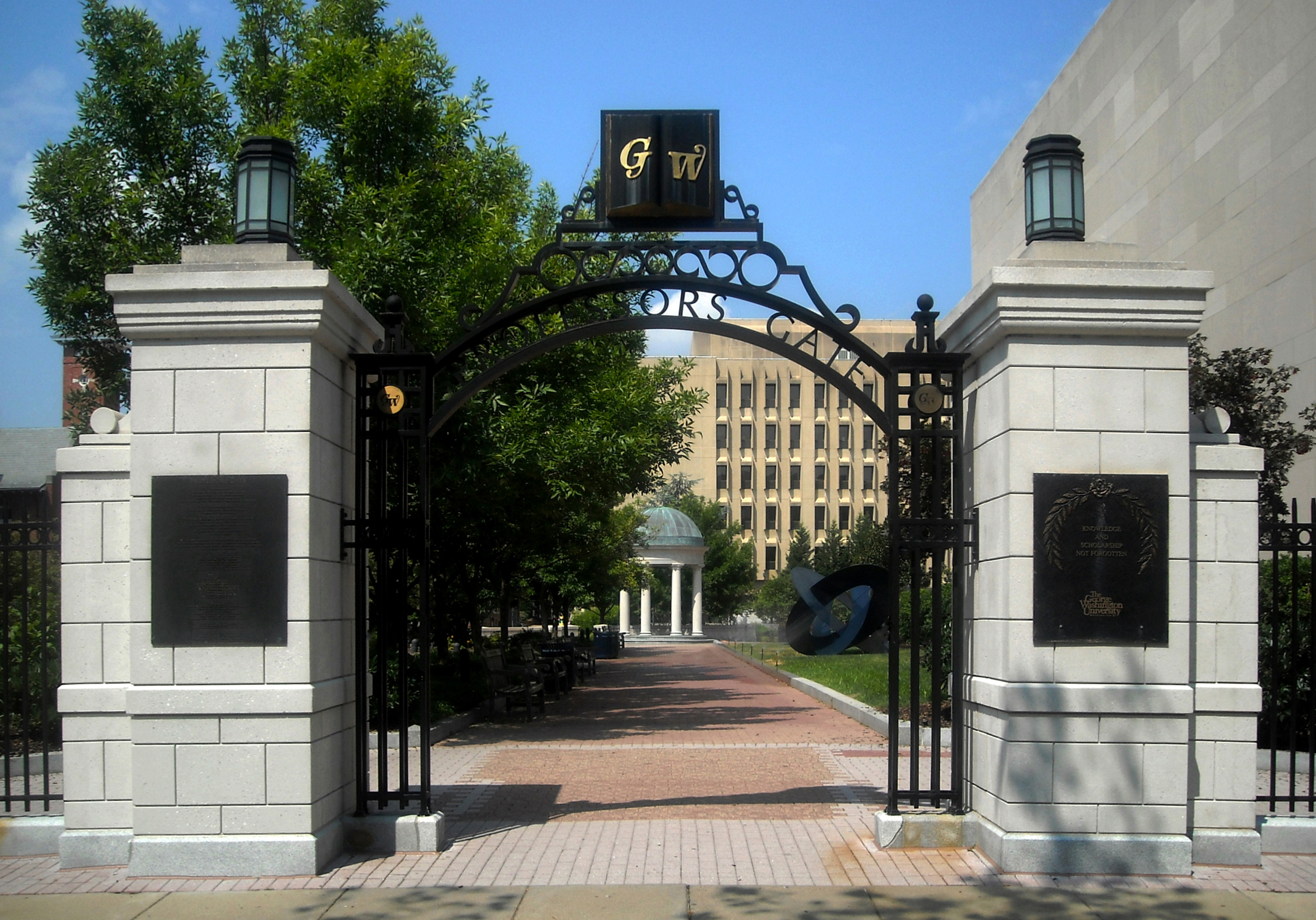
Intrarea profesorilor la Universitatea George Washington, cel mai mare angajator privat din District.

Washington are o economie înfloritoare și diversificată, cu un procent tot mai mare de locuri de muncă și servicii profesionale de afaceri. Produsul brut de stat al Districtului în 2008 a fost de 97,2 miliarde de dolari, care l-ar fi plasat pe locul 35, comparativ cu cele 50 de state din SUA. În 2008, guvernul federal a reprezentat aproximativ 27% din locurile de muncă din Washington, D.C. Acest lucru este gândit pentru a imuniza Washingtonul de conjuncturile economice naționale, deoarece guvernul federal continuă operațiunile chiar și în timpul recesiunilor. Cu toate acestea, din ianuarie 2007, angajații federali din zona Washington au cuprins doar 14% din totalul forței de muncă a guvernului american. Multe organizații, cum ar fi firme de avocatură, contractori independenți (apărător, cât și civil), organizații fără scop lucrativ, firmele de lobby, sindicatele, grupurile de comerț industrial și asociațiile profesionale își au sediul în interiorul sau în apropierea D.C.-ului, pentru a fi mai aproape de guvernul federal.
În ianuarie 2010, zona metropolitană Washington a avut o rată a șomajului de 6,9%, ocupând astfel locul doi în topul zonelor cu o cotă scăzută. În aceeași perioadă, Districtul Columbia a avut în sine o rată a șomajului de 12%.
Districtul are multe industrii înfloritoare care nu sunt legate direct de guvern, în special în domeniile educației, finanțelor, politicii publice și cercetării științifice. Universitatea Georgetown, Universitatea George Washington, Washington Hospital Center, Children's National Medical Center și Universitatea Howard sunt primii cinci angajatori non-guvernamentali din 2009. Tot în Washington funcționează și cinci companii din topul Fortune 1000, din care două se află și în Fortune 500.
Capitala americană a devenit lider în domeniul investițiilor imobiliare străine în 2009, depășind orașele Londra și New York, conform unui studiu realizat de cele mai mari companii de dezvoltare la nivel mondial. În 2006, Expansion Magazine a clasat D.C.-ul în topul celor mai favorabile zone pentru extinderea afacerilor din Statele Unite. Centrul orașului a ocupat poziția a treia în ceea ce privește spațiul de birouri comerciale, lăsând în urmă orașele New York și Chicago. În ciuda crizei economice naționale și a încetinirii creșterii prețurilor locuințelor, Washington a fost clasat de revista Forbes pe locul doi în topul celor mai bune piețe de locuințe pe termen lung din țară.
Eforturile de gentrificare încep să dea roade în Washington, D.C., în special în cartierele Logan Circle, Shaw, Heights Columbia, U Street coridorul, și 14th Street Corridor. Dezvoltarea a fost promovată în unele cartiere la sfârșitul anilor 1990 de construcția Liniei Verzi a sistemul de metrou din Washington (Metroline), care le leagă de zona centrală a orașului. În martie 2008, noul mall din Columbia Heights a devenit primul centru major de vânzare cu amănuntul din district. Deși în multe orașe, gentrificarea a revitalizat economia Washingtonului, majoritatea beneficiilor sale sunt distribuite inegal și nu îi pot ajuta în mod direct pe oameni săraci. În 2006, rezidenții capitalei au avut un venit personal pe cap de locuitor de 55,755 USD, mai mare decât oricare din cele 50 de state americane. Cu toate acestea, în 2005, aproximativ 19% din locuitori trăiau sub nivelul de sărăcie, procentul fiind mai mare decât în orice stat al SUA, cu excepția Mississippi, ceea ce pune în evidență diferențele economice din populația orașului.
Un alt factor economic important din zonă este și Aeroportul Internațional Dulles (Washington Dulles International Airport).

## Orașe înfrățite
Washington, D.C. are 20 de orașe înfrățite. Cu excepția orașului Sunderland, toate celelalte menționate mai jos sunt capitale naționale. Paris și Roma sunt recunoscute oficial ca „orașe partenere” datorită politicii lor speciale.
| Oraș       | Țară          | An                     |
| ---------- | ------------- | ---------------------- |
| Bangkok    | Thailanda     | 1962, reînnoit în 2002 |
| Dakar      | Senegal       | 1980, reînnoit în 2006 |
| Beijing    | China         | 1984, reînnoit în 2004 |
| Bruxelles  | Belgia        | 1985, reînnoit în 2002 |
| Atena      | Grecia        | 2000                   |
| Paris      | Franța        | 2000, reînnoit în 2005 |
| Pretoria   | Africa de Sud | 2002, reînnoit în 2008 |
| Seul       | Coreea de Sud | 2006                   |
| Accra      | Ghana         | 2006                   |
| Sunderland | Regatul Unit  | 2006                   |
| Roma       | Italia        | 2011                   |
| Ankara     | Turcia        | 2011                   |